# Bégrolles-en-Mauges
Bégrolles-en-Mauges é uma comuna francesa na região administrativa da Pays de la Loire, no departamento de Maine-et-Loire. Estende-se por uma área de 14,69 km². Em 2010 a comuna tinha 2 131 habitantes (densidade: 145,1 hab./km²).